# مطار ترايان فويا الدولي
مطار «ترايان فويا» الدولي في مدينة تيميشوارا الرومانية (بالرومانية: Aeroportul Internaţional Timişoara Traian Vuia) ثالث أكبر مطار في البلاد بعد مطاري العاصمة بوخارست وأهم مطار غربي البلاد قريب من الحدود مع هنغاريا وصربيا. سمي المطار عام 2003 على اسم الطيار «ترايان فويا» أحد أعلام المنطقة. يعتبر مركز عمليات الرئيس لشركة كارباتإير الرومانية.

## تاريخيا
يبعد عدة كيلومترات عن موقع المطار القديم في بلدة «موشنيتسا فيكي» حيث أول رحلة انطلقت من المطار كانت عام 1935. المطار الجديد بني أوائل الستينات وسير رحلات داخلية حتى عام 1964, وعام 1980 انطلقت منه رحلات دولية. كان يعتبر أحد مراكز القوات الجوية الرومانية حتى عام 2004.

## إحصائيات
بلغ عدد المسافرين 956,897 مسافر عام 2009 بزيادة 7.5% من العام 2008 ويتوقع ان يتخطى عدد لمسافرين المليون في السنوات القادمة. يعتبر المطار من بين اربع مطارات رومانية قادرة على تسيير طائرات من طراز «الجامبو».

## رحلات وشركات الطيران
- إير بوخارست: موسميا إلى أنطاليا
- الخطوط الجوية النمساوية: إلى فيينا
- كارباتإير: أثينا، باكاو، بولونيا، بوخارست، كيشيناو، دوسلدورف، لفيف، ميلانو، ميونخ، أوديسا، روما، شتوتغارت، فينيسيا، فيرونا ومدن رومانية عدة.
- إغل إيرلاينز: فينيسيا
- لوفتهانزا: ميونخ
- الخطوط الجوية المولدافية: كيشيناو
- تاروم: بوخارست
- ويزإير: برشلونة، بيوفياس، دورتموند، لندن، مدريد، ميلانو، روما، فينيسيا، فالنسيا.

## وصلات خارجية
- الموقع الرسمي